# Oblast Warna
Koordinaten: 43° 13′ N, 27° 28′ O
| Basisdaten          | Basisdaten                  |
| ------------------- | --------------------------- |
| Region:             | Ostbulgarien                |
| Verwaltungssitz:    | Warna                       |
| Fläche:             | 3.820 km²                   |
| Einwohner:          | 430.847 (31. Dezember 2022) |
| Bevölkerungsdichte: | 112,8 Einwohner je km²      |
| NUTS:BG-Code:       | BG331                       |
| Karte               |                             |
| Karte               |                             |

Die Oblast Warna (bulgarisch Област Варна) ist eine Verwaltungseinheit im Osten Bulgariens. Sie grenzt an das Schwarze Meer. Die größte Stadt der Region ist das gleichnamige Warna (auch: Varna).

## Bevölkerung
In der Oblast (Bezirk) Warna leben 430.847 Einwohner auf einer Fläche von 3820 km².

## Städte
| Stadt           | Bulgarischer Name | Einwohner (31. Dezember 2022) |
| --------------- | ----------------- | ----------------------------- |
| Warna           | Варна             | 311.093                       |
| Prowadija       | Провадия          | 10.079                        |
| Aksakowo        | Аксаково          | 7.064                         |
| Beloslaw        | Белослав          | 6.794                         |
| Dewnja          | Девня             | 6.526                         |
| Dolni Tschiflik | Долни чифлик      | 5.400                         |
| Dalgopol        | Дългопол          | 4.148                         |
| Suworowo        | Суворово          | 3.884                         |
| Ignatievo       | Игнатиево         | 3.350                         |
| Waltschi Dol    | Вълчи дол         | 2.485                         |
| Bjala           | Бяла              | 2.053                         |